# Lecanora xanthosora
Lecanora xanthosora är en lavart som beskrevs av B. D. Ryan & Poelt. Lecanora xanthosora ingår i släktet Lecanora och familjen Lecanoraceae.   Inga underarter finns listade i Catalogue of Life.